# Grant Kirkhope
Grant Kirkhope (Edimburgo, 10 luglio 1962) è un compositore scozzese, noto soprattutto per le colonne sonore di videogiochi.

## Biografia
È noto per avere composto le colonne sonore per numerosi giochi della Rare come Banjo-Kazooie e Perfect Dark. Prima di entrare alla Rare nell'ottobre 1995, suonava la chitarra in due gruppi, Syar e Maineeaxe, e conosceva già Robin Beanland.
Il 14 luglio 2008 Grant Kirkhope ha annunciato il suo passaggio dalla Rare alla Big Huge Games, il cui fallimento nel maggio 2012 ha portato Kirkhope a diventare un compositore indipendente.
Ha dato voce a diversi personaggi presenti nei giochi in cui ha lavorato, come Mumbo Jumbo, Bottles, Jamjars e i Jinjo della serie Banjo-Kazooie e Donkey Kong in Donkey Kong 64.
Il soprannome di Kirkhope alla Rare era "Chimpos". Ha origine dalla carriera di Kirkhope prima di lavorare alla Rare quando qualcuno notò che somigliava ad Urko il Gorilla, noto per il trattamento brutale riservato agli umani in Il pianeta delle scimmie.

## Discografia
- Killer Instinct 2/Gold (1996)
- Donkey Kong Land 2 (1996)
- GoldenEye 007 (con Robin Beanland e Graeme Norgate, 1997)
- Project Dream (cancellato)
- Banjo-Kazooie (1998)
- Donkey Kong 64 (1999)
- Banjo-Tooie (2000)
- Perfect Dark (con David Clynick e Graeme Norgate, 2000)
- Star Fox Adventures (2002)
- Grabbed by the Ghoulies (2003)
- Viva Piñata (con Steve Burke, 2006)
- Viva Piñata: Trouble in Paradise (2008)
- Banjo-Kazooie: Nuts & Bolts (con Robin Beanland e David Clynick, 2008)
- Kingdoms of Amalur: Reckoning (con Mark Cromer, 2012)
- Fart Cat! (2012)
- CityVille 2 (2012)
- Desktop Dungeons (con Danny Baranowski, 2013)
- Castle of Illusion Starring Mickey Mouse (2013)
- Puzzle Charms (2014)
- Yaiba: Ninja Gaiden Z (2014)
- Civilization: Beyond Earth (2014, con Geoff Knorr, Michael Curran e Griffin Cohen)
- The Enchanted Cave 2 (2014)
- Civilization: Beyond Earth - Rising Tide (2015, con Geoff Knorr e Griffin Cohen)
- Ghostbusters (2016)
- Dropzone (2017)
- Yooka-Laylee (2017, con David Wise e Steve Burke)
- Mario + Rabbids Kingdom Battle (2017)
- A Hat in Time (2017, con Pascal Michael Stiefel)
- Tangledeep (2017, con Andrew Aversa, Hiroki Kikuta e Norihiko Hibino)
- Yooka-Laylee and the Impossible Lair (2019, con David Wise, Dan Murdoch e Matt Griffin)
- Super Smash Bros. Ultimate (2019, arrangiamento di Spiral Mountain)
- Hex Heroes (TBA)
- Lobodestroyo (TBA, con Cooper Goodwin)
- The King's Daughter (TBA, con Joseph Metcalfe e John Coda)